# باندريلي
باندريلي هي بلدية في إقليم مايوت الفرنسي الخارجي، في المحيط الهندي. يبلغ عدد سكانها 7,885 نسمة حسب إحصاء عام 2012م، وارتفع إلى 10282 نسمة في عام 2017م، وتبلغ مساحتها 36,46 كم2.